# Юрий Щридтер
Юрий Щридтер (на немски: Jurij Striedter) е германски професор по славистика и по сравнително литературознание. Неговата христоматия с текстове на руските формалисти, която той снабдява и с вдъхновен предговор, се превръща в едно от най-важните събития, опосредстващи вноса в немскоезичното пространство в края на 60-те години на ХХ век на източноевропейската литературна теория.

## Биография
Роден е на 18 януари 1926 в Новгород, Русия. Щридтер завършва германистика и философия в Хайделбергския университет, а след това – славистика в Сорбоната. От 1961 до 1966 г. е професор по славистика в Свободния университет в Берлин. Като професор по славистика в университета в Констанц (1967 – 1976) принадлежи на ядрото на изследователската група „Поетика и херменевтика“ редом до прочутите Ханс Роберт Яус и Волфганг Изер. От 1977 до 1993 г. той е „Курт Хуго Райзингер професор по славянски езици и литератури и професор по сравнително литературознание“ в Харвард.
През 1970 – 1971 г. е председател на Германското славистично дружество. Гост професор в много университети, между които Йейл, Колумбия и университета в Цюрих. Умира на 21 юни 2016 г. в Тампа, Флорида, САЩ.